# 가나 여자 축구 국가대표팀
가나 여자 축구 국가대표팀은 가나를 대표하는 여자 축구 대표팀으로 가나 축구 협회에서 관리한다. 1991년 2월 16일 나이지리아와의 1991년 아프리카 여자 축구 선수권 대회 1라운드를 통해 국제 A매치 첫 경기를 치렀고 이 경기에서 1-5로 대패했다.

## 국제 대회 경력

### FIFA 여자 월드컵
여자 월드컵 본선에는 3번 출전하여 3번 모두 조별리그에서 탈락했고 물론 2연패로 탈락이 확정된 상황에서 치른 호주와의 2003년 대회 D조 조별리그 최종전에서 2-1로 승리하며 여자 월드컵 본선 첫 승을 따내긴 했지만 이 경기를 제외한 나머지 8경기에서 1무 7패에 그쳤다.

### 아프리카 여자 네이션스컵
1991년 초대 대회를 시작으로 12번의 아프리카 여자 네이션스컵 본선에 출전하여 이 중 3번의 대회(1998년, 2002년, 2006년)에서 준우승을 차지하는 등 준수한 성적들을 거두었지만 나이지리아의 독주에 밀려 단 한번도 우승컵을 들어올리지 못했다.

### 아프리칸 게임
2007년 대회 첫 출전을 시작으로 3연속 아프리칸 게임에 출전하여 처음 출전한 2007년 대회에서는 동메달을, 2011년 대회에서는 은메달을, 2015년 대회에서는 금메달을 목에 걸면서 3번의 대회에서 모두 메달 획득에 성공했고 이와 함께 2015년 대회를 통해 사상 첫 국제 대회 우승의 기쁨을 맛보았다.

## 성적

### FIFA 여자 월드컵
- 1991년~1995년: 진출 실패
- 1999년: 조별 리그
- 2003년: 조별 리그
- 2007년: 조별 리그
- 2011년~2023년: 진출 실패

### 올림픽 축구
- 1996년 ~ 2020년: 진출 실패

### 아프리카 여자 네이션스컵
- 1991년: 1라운드
- 1995년: 4강
- 1998년: 준우승
- 2000년: 3위
- 2002년: 준우승
- 2004년: 3위
- 2006년: 준우승
- 2008년: 조별 리그
- 2010년: 조별 리그
- 2012년: 진출 실패
- 2014년: 조별 리그
- 2016년: 3위
- 2018년: 조별 리그
- 2022년: 진출 실패

## 같이 보기
- 가나 축구 국가대표팀